# 1817 Katanga
1817 Katanga eller 1939 MB är en asteroid i huvudbältet som upptäcktes 20 juni 1939 av den sydafrikanske astronomen Cyril V. Jackson i Johannesburg. Den har fått sitt namn efter Katanga, en tidigare provins i Kongo-Kinshasa.
Asteroiden har en diameter på ungefär 15 kilometer.